# Saison 4 d'Only Murders in the Building
Chronologie
Saison 3
Cet article présente le guide des épisodes de la quatrième saison de la série télévisée comédie américaine Only Murders In The Building diffusée sur Hulu et Disney+.

## Synopsis
Dans cette quatrième saison, Charles, Mabel et Oliver s'envolent pour Los Angeles où un studio hollywoodien prépare un film sur leur podcast. Mais la mort troublante de la cascadeuse de Charles, Sazz Pataki, continue de les hanter, d'autant plus qu'ils ne savent pas si leur ami était la véritable cible du meurtre.

## Distribution
Sauf indication contraire, les informations mentionnées dans cette section peuvent être confirmées par les bases de données cinématographiques IMDb et Allociné,  présentes dans la section « Liens externes ».

### Acteurs principaux
- Steve Martin (VF : Bernard Gabay) : Charles-Haden Savage
- Martin Short (VF : Bernard Alane) : Oliver Putnam
- Selena Gomez (VF : Karine Foviau) : Mabel Mora
- Michael Cyril Creighton (VF : Nicolas Djermag) : Howard Morris[2]

### Acteurs Récurrents
- Jane Lynch (VF : Josiane Pinson) : Sazz Pataki
- Da'Vine Joy Randolph (VF : Virginie Emane) : l'inspecteur Williams
- Amy Ryan : Jan Bellows
- Ryan Broussard (VF : Diouc Koma) : Will Putnam
- Jackie Hoffman (VF : Virginie Ledieu) : Uma Heller
- Teddy Coluca (VF : Hervé Jolly) : Lester
- Molly Shannon : Bev Melon
- Kumail Nanjiani : Rudy Thurber
- Melissa McCarthy : la sœur de Charles
- Daphne Rubin-Vega : Inez, une voisine du bâtiment ouest de l’Arconia

### Invités
- Richard Kind : Vince Fish
- Scott Bakula (VF : Guy Chapellier) : lui-même
- Ron Howard : lui-même
- Téa Leoni : Sofia Caccimelio

### Invités spéciaux
- Meryl Streep (VF : Frédérique Tirmont) : Loretta Durkin
- Eva Longoria : elle-même, interprétant la version cinématographique de Mabel Mora
- Eugene Levy : lui-même, interprétant la version cinématographique de Charles-Haden Savage
- Zach Galifianakis : lui-même, interprétant la version cinématographique de Oliver Putnam

## Épisodes

### Épisode 1:Il était une fois dans l'Ouest
- États-Unis : 27 août 2024 sur Hulu
- Mondial : 27 août 2024 sur Disney+ Star

### Épisode 2:Les Portes du paradis
- États-Unis : 3 septembre 2024 sur Hulu
- Mondial : 3 septembre 2024 sur Disney+ Star

### Épisode 3:Voyage à deux
- États-Unis : 10 septembre 2024 sur Hulu
- Mondial : 10 septembre 2024 sur Disney+ Star

### Épisode 5:Adaptation
- États-Unis : 24 septembre 2024 sur Hulu
- Mondial : 24 septembre 2024 sur Disney+ Star

### Épisode 6:Grand angle
- États-Unis : 1er octobre 2024 sur Hulu
- Mondial : 1er octobre 2024 sur Disney+ Star

### Épisode 7:La Vallée des poupées
- États-Unis : 8 octobre 2024 sur Hulu
- Mondial : 8 octobre 2024 sur Disney+ Star

### Épisode 8:Canot de sauvetage
- États-Unis : 15 octobre 2024 sur Hulu
- Mondial : 15 octobre 2024 sur Disney+ Star

### Épisode 9:Les Évadés de la planète Klongo
- États-Unis : 22 octobre 2024 sur Hulu
- Mondial : 22 octobre 2024 sur Disney+ Star

### Épisode 10:Le mariage de mon meilleur ami
- États-Unis : 29 octobre 2024 sur Hulu
- Mondial : 29 octobre 2024 sur Disney+ Star